# La Ciénega, Villa del Carbón
La Ciénega är en ort i Mexiko.   Den ligger i kommunen Villa del Carbón och delstaten Mexiko, i den sydöstra delen av landet, 50 km nordväst om huvudstaden Mexico City. La Ciénega ligger 2 638 meter över havet och antalet invånare är 267.
Terrängen runt La Ciénega är huvudsakligen kuperad, men åt nordost är den platt. Runt La Ciénega är det tätbefolkat, med 308 invånare per kvadratkilometer. Närmaste större samhälle är Nicolás Romero, 17,2 km öster om La Ciénega. I omgivningarna runt La Ciénega växer huvudsakligen savannskog.